# Opogona pyrangela
Opogona pyrangela är en fjärilsart som beskrevs av Edward Meyrick 1928. Opogona pyrangela ingår i släktet Opogona och familjen äkta malar. Inga underarter finns listade i Catalogue of Life.